# Altura (Alt Palància)
Altura és un municipi a la comarca de l'Alt Palància, al País Valencià. Fa frontera amb Xèrica i Sogorb en la província de Castelló i Les Alcubles, Gàtova, Marines i Llíria en la província de València.

## Geografia
El terme municipal de 129,90 km² és en la vall mitjana del riu Palància i pertany majoritàriament al Parc Natural de la Serra Calderona. La zona sud del municipi és molt muntanyosa, amb altures que voregen els mil metres d'altura, com el cim Montmajor amb 920 m, mentre que el nucli urbà és a 391 m d'altitud. La ciutat està composta pels barris de: Sant Roc, Desemparats, les Casetes, la Cagona i el Tollo.
| 1900  | 1910  | 1920  | 1930  | 1940  | 1950  | 1960  | 1970  | 1981  | 1991  | 2000  | 2005  | 2007  | 2013  |
| ----- | ----- | ----- | ----- | ----- | ----- | ----- | ----- | ----- | ----- | ----- | ----- | ----- | ----- |
| 2.734 | 2.925 | 2.905 | 3.047 | 2.892 | 3.091 | 2.943 | 2.895 | 2.905 | 2.895 | 3.137 | 3.355 | 3.643 | 3.898 |

### Límits
|              | Xèrica  | Navaixes |
| Les Alcubles |         | Sogorb   |
| Llíria       | Marines | Gàtova   |

## Història
Els jaciments del Cantal o Caparrota indiquen la presència de pobladors durant l'edat del bronze. També s'han trobat restes d'una vila romana en la partida del Campillo.
No obstant això, no és fins a la conquesta cristiana, l'any 1237, quan apareix el primer document en què es parla del nucli urbà, en el qual es menciona la donació per part del rei Jaume I al senyor Pero Ferrández d'Azagra dels castells i viles d'Altura i Xelva, així com les alqueries de Càrcer i Gàtova.
La població va ser heretada per la segona filla de Pero, que en casar-se amb Jaume de Xèrica, fill de Jaume I, va fer que es reintegrara a la Corona.
No obstant això, les primeres notes documentades sobre l'actual emplaçament de la vila es remunten a 1251, amb motiu de l'amollonament i distribució de les aigües entre Sogorb i l'aljama d'Altura. Ambdós nuclis van romandre units sota domini del senyoriu de Xèrica fins al 6 d'octubre de 1296, data en què Altura es dona en infantia a Sancho Pérez de Ribavellosa.
En 1327, els habitants de la vila d'Altura obtenen la seua carta pobla atorgada per Bonaventura d'Arborea, viuda de Pere de Xèrica, i la localitat inicia la seua conformació com a municipi autònom, encara que la seua existència queda pràcticament eclipsada enfront de la Cartoixa de Vall de Crist des de 1385 i fins a 1835, data de l'exclaustració monàstica definitiva.
La vila va pertànyer a la Corona fins que Martí I l'Humà la va donar en 1391 a la Cartoixa de Vall de Crist. Esta situació es va prolongar fins a 1835 quan, a causa de la desamortització de Mendizábal, va quedar com a municipi lliure.

## Economia
Tradicionalment el sector primari ha mantingut una gran importància en l'economia alturana. És molt important l'extensió dedicada als cultius de secà amb 3.116 hectàrees, principalment d'oliveres, ametlers i garroferes. No obstant això, l'economia d'Altura inicia el seu envol econòmic i demogràfic amb el segle xx. L'aflorament de les aigües de la Font dels Créixens facilità una forta expansió del regadiu (224 hectàrees principalment en les zones contigües a la cartoixa) i la producció agrària trobà un important revulsiu amb l'assentament de diverses indústries semi-artesanals orientades a la producció d'aiguardents, olis essencials, tèxtil, fustes, etc.
Recentment, el sector industrial ha desenvolupat un auge important a causa de la creació d'un polígon industrial.

## Política i govern

### Composició de la Corporació Municipal
El Ple de l'Ajuntament està format per 11 regidors. En les eleccions municipals de 26 de maig de 2019 foren elegits 6 regidors del Partit Socialista del País Valencià (PSPV-PSOE) i 5 del Partit Popular (PP).
| Eleccions municipals de 26 de maig de 2019 - Altura                                                                           |                                          |                                     |                                     |        |          |          |
| Candidatura | Candidatura                              | Candidatura                         | Cap de llista                       | Vots   | Vots     | Regidors |
| | Partit Socialista del País Valencià-PSOE |                                     | Rocío Ibáñez Candelera              | 1.124  | 52,45%   | 6 (+1)   |
| | Partit Popular                           |                                     | Vicente Antonio Rodríguez Ors       | 888    | 41,44%   | 5 (+1)   |
| | Altres candidatures                      |                                     |                                     | 102    | 4,76%    | 0 ( -2)  |
| | Vots en blanc                            |                                     |                                     | 29     | 1,35%    |          |
| Total vots vàlids i regidors                                                                                                  | Total vots vàlids i regidors             | Total vots vàlids i regidors        | Total vots vàlids i regidors        | 2.143  | 100 %    | 11       |
| | Vots nuls                                | Vots nuls                           | Vots nuls                           | 51     | 2,32%    |          |
| Participació (vots vàlids més nuls)                                                                                           | Participació (vots vàlids més nuls)      | Participació (vots vàlids més nuls) | Participació (vots vàlids més nuls) | 2.194  | 82,20%** |          |
| Abstenció | Abstenció                                | Abstenció                           | Abstenció                           | 475*   | 17,80%** |          |
| Total cens electoral | Total cens electoral                     | Total cens electoral                | Total cens electoral                | 2.669* | 100 %**  |          |
| Alcaldessa: Rocío Ibáñez Candelera (PSPV) (15/06/2019) Per majoria absoluta dels vots dels regidors (6 vots de PSPV)          |                                          |                                     |                                     |        |          |          |
| Fonts: JEC, JEZ Sogorb, M. Interior, Periòdic Ara. (* No són vots sinó electors. ** Percentatge respecte del cens electoral.) |                                          |                                     |                                     |        |          |          |

### Alcaldes
Des de 2019 l'alcaldessa d'Altura és Rocío Ibáñez Candelera del Partit Socialista del País Valencià (PSPV-PSOE).
| Període                                            | Alcalde o alcaldessa          | Partit polític | Data de possessió | Observacions |
| -------------------------------------------------- | ----------------------------- | -------------- | ----------------- | ------------ |
| 1979–1983                                          | José Lozano Carot             | UCD            | 19/04/1979        | --           |
| 1983–1987                                          | José Prieto Torres            | AP-PDP-UL-UV   | 28/05/1983        | --           |
| 1987–1991                                          | Manuel Carot Martínez         | PSPV-PSOE      | 30/06/1987        | --           |
| 1991–1995                                          | Manuel Carot Martínez         | PSPV-PSOE      | 15/06/1991        | --           |
| 1995–1999                                          | Manuel Carot Martínez         | PSPV-PSOE      | 17/06/1995        | --           |
| 1999–2003                                          | Manuel Carot Martínez         | PSPV-PSOE      | 03/07/1999        | --           |
| 2003–2007                                          | Francisco Vicente López Muñoz | PSPV-PSOE      | 14/06/2003        | --           |
| 2007–2011                                          | Rafael Rubio Sellés           | PP             | 16/06/2007        | --           |
| 2011–2015                                          | Rafael Rubio Sellés           | PP             | 11/06/2011        | --           |
| 2015–2019                                          | Miguel López Muñoz            | PSPV-PSOE      | 13/06/2015        | --           |
| 2019-2023                                          | Rocío Ibáñez Candelera        | PSPV-PSOE      | 15/06/2019        | --           |
| Des de 2023                                        | n/d                           | n/d            | 17/06/2023        | --           |
| Fonts: Generalitat Valenciana El Periódico de Aquí |                               |                |                   |              |

### Evolució del vot en les eleccions locals
L'evolució del vot i el repartiment dels  regidors per partits polítics des de les eleccions municipals de 1979 és la següent:
| Històric de regidors a l'ajuntament d'Altura. |              |      |      |      |      |      |      |      |      |      |      |      |      |      |      |      |      |      |      |      |      |      |      |
| Candidatura                                   | Candidatura  | 1979 | 1979 | 1983 | 1983 | 1987 | 1987 | 1991 | 1991 | 1995 | 1995 | 1999 | 1999 | 2003 | 2003 | 2007 | 2007 | 2011 | 2011 | 2015 | 2015 | 2019 | 2019 |
|                                               | PSPV-PSOE    | 2    | 21%  | 4    | 34%  | 5    | 46%  | 6    | 52%  | 6    | 51%  | 6    | 50%  | 5    | 45%  | 5    | 42%  | 4    | 35%  | 5    | 44%  | 6    | 53%  |
|                                               | AP / PP      |      |      | 5    | 48%  | 5    | 45%  | 5    | 40%  | 5    | 42%  | 4    | 40%  | 4    | 39%  | 5    | 47%  | 6    | 51%  | 4    | 34%  | 5    | 42%  |
|                                               | Compromís    |      |      |      |      |      |      |      |      |      |      |      |      |      |      |      |      |      |      | 0    | 6%   | 0    | 5%   |
|                                               | PCPV / EUPV  | 2    | 18%  | 1    | 8%   | 1    | 8%   | 0    | 7%   | 0    | 7%   | 1    | 10%  |      |      |      |      | 1    | 14%  | 2    | 16%  |      |      |
|                                               | IPA          |      |      |      |      |      |      |      |      |      |      |      |      | 2    | 16%  | 1    | 10%  |      |      |      |      |      |      |
|                                               | CV           |      |      |      |      |      |      |      |      |      |      |      |      |      |      | 0    | 1%   |      |      |      |      |      |      |
|                                               | AEA          |      |      | 1    | 10%  |      |      |      |      |      |      |      |      |      |      |      |      |      |      |      |      |      |      |
|                                               | UCD          | 7    | 61%  |      |      |      |      |      |      |      |      |      |      |      |      |      |      |      |      |      |      |      |      |
| Participació                                  | Participació | 83%  | 83%  | 87%  | 87%  | 94%  | 94%  | 92%  | 92%  | 93%  | 93%  | 89%  | 89%  | 90%  | 90%  | 83%  | 83%  | 81%  | 81%  | 82%  | 82%  | 82%  | 82%  |
| Fonts: Ministeri de l'Interior                |              |      |      |      |      |      |      |      |      |      |      |      |      |      |      |      |      |      |      |      |      |      |      |

## Cultura
Altura organitza periòdicament diversos esdeveniments de caràcter cultural entre els quals destaquen:
- Concurs de Novel·la Històrica Martí I l'Humà.
- Cicle de concerts "Cartoixa de Vall de Crist", es realitza durant l'estiu en el recinte monàstic que li dona nom i compta amb grups corals i especialistes que exhibixen el seu art en la restaurada església gòtica de Sant Martí.
- Concurs i exposició d'Art Manuel Valdés. Concurs convocat anualment durant l'estiu amb la intenció d'homenatjar la figura d'este artista.

Quant als plats típics d'esta localitat cal destacar l'olla de poble, carns i embotits, creïlles de pobre, ensalades preparades amb hortalisses fresques de la terra i regades amb l'oli d'oliva verge extra que s'hi produïx. Com a postres, destaquen les fruites del lloc i els preparats casolans. Per a culminar un àpat, són remarcables la coca contrafeta o qualsevol dels dolços artesanals elaborats en els forns del poble.
Les festes patronals se celebren en honor de Sant Miquel i la Mare de Déu de Gràcia durant la segona quinzena de setembre, període que destaca pels nombrosos actes taurins com el bou embolat. A més a més, al llarg de l'any se celebren nombroses festivitats en honor de Sant Antoni, l'Encarnació o Santa Cecília.

## Llocs d'interés

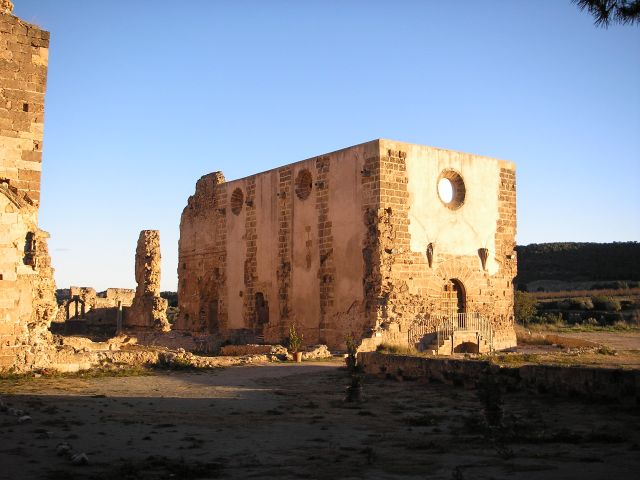
Cartoixa de Vall de Crist

- Església Parroquial. Edifici neoclàssic del segle xviii que alberga un retaule del segle xvii (ca. 1630), obra de l'escultor francés Joan Miquel Orliens, procedent de Vall de Crist. En l'església parroquial es conserven diverses taules procedents del menys tres retaules atribuïts al desconegut Mestre d'Altura, que va treballar a finals del S. XV i principis del XVI. Mereix una menció especial així mateix l'espectacular imatge de la Mare de Déu de Gràcia, obra realitzada cap al segle xv.
- Santuari de la Cova Santa a 820 m d'altitud en el fons d'un avenc de 20 m de profunditat a uns 12 km del nucli urbà. És un lloc de gran devoció en tota la comarca i fora d'esta. Es realitzen romeries cap al lloc des de diverses localitats al llarg de l'any.
- Cartoixa de Vall de Crist a menys d'un quilòmetre del nucli urbà, encara és possible impregnar-se de la solemnitat d'un dels més importants monuments del Regne de València visitant les restes que queden després de quasi dos segles d'abandó.
- El Portalico. Es configura com a porta d'accés al recinte medieval, obert al "camí d'Aragó" i "camí vell de Sogorb" que hi confluïxen.
- Casa Gran. Casalot renaixentista del segle xvi que conserva bona part de les seues originals dependències i dels murs que la van circumdar.
- El Batan. A 2 km de la població. Edifici d'origen medieval destinat pels monjos cartoixans a la fabricació de draps i, posteriorment, a l'elaboració de paper.
- Masies. Al llarg del terme municipal hi ha diverses masies com la d'Uñoz, el Curiós, Rivas o Abanillas, que són un bon exemple de l'arquitectura rural típica de la zona.
- Muntanya i ermita de Santa Bàrbara. A 1 km de la població. Construcció d'origen medieval que s'ubica sobre un turó pròxim i permet òptimes vistes panoràmiques d'Altura i la vall del Palància.
- Paratge de les Fontaniques. A 1 km de la població. Font i parc habilitat per a ús recreatiu i ocasionals acampades.
- Font dels Créixens. A 1 km de la població. Font de gran cabal que aflora artificialment en el si d'una xicoteta àrea recreativa.
- Cara del Moro. A 1,5 km de la població. Formació rocosa que provoca la sensació òptica d'un rostre humà.
- Pous de la Mena. A 6 km de la població. Formació càrstica que es configura com atractives piscines naturals en la Rambla de la Mena.
- El Cantal i el Bot del Cavall. A 14 km de la població. Paratge sobre el qual es dreça un enorme menhir, el Cantal, rodejat de diversos poblaments prehistòrics. En les seues proximitats, el barranc del Bot del Cavall s'encaixa davall escarpades roques que oferixen refugi a les aus rapaces.
- Font i paratge de la Torreta. A 17 km de la població. Font i àrea recreativa en les proximitats de la qual hi han les restes d'un antic poblat iber.
- Pla de les Boqueres. A 15 km de la població. Àrea recreativa ubicada en un entorn forestal de caràcter ancestral.
- Senda GR 10. Travessa el terme municipal d'Altura, solcant camins de la Serra Calderona utilitzats com a tradicionals rutes de transhumància.
- La via verda d'Ojos Negros travessa el terme passant pel costat del Càmping municipal.